# Hayato Ichihara
Hayato Ichihara (jap. 市原隼人 Ichihara Hayato; ur. 6 lutego 1987) – japoński aktor filmowy i telewizyjny.

## Filmografia

### Seriale
- 2002: Long Love Letter jako Okubo Akihiro (Fuji TV)
- 2003: Boku no ikiru michi (Fuji TV)
- 2003: Hitonatsu no Papa e jako Rintaro (TBS)
- 2003: Yankee bokō ni kaeru jako Tōru Ujiie (TBS)
- 2004 Koinu no Waltz jako NOTTY (NTV)
- 2004: Water Boys 2 jako Eikichi Mizushima (Fuji TV)
- 2005: Aikurushii jako Go Mashiba (TBS)
- 2008: Wild Life jako Tetsuo Iwaki (NHK)
- 2008: Rookies jako Keiichi Aniya (TBS)
- 2008: 252 Seizonsha ari: Episode ZERO (NTV)
- 2009: Saru Lock jako Yatarō Sarumaru (NTV)
- 2011: Runaway ~Aisuru kimi no tame ni~ jako Ataru Katsuragi (TBS)
- 2012: Hidamari no ki (NHK)
- 2013: Karamazov no kyōdai jako Isao Kuraosawa (Fuji TV)
- 2016: Fukigen na kajitsu jako Michihiko Kudō (TV Asahi)
- 2017: Onna jōshu Naotora jako Ketsuzan (NHK)

### Filmy
- 2000: Ju-on 2 jako Naoki
- 2001: Lily Chou-Chou no subete jako Yūichi Hasumi
- 2002: Yomigaeri jako Katsunori Yamada
- 2003: Onmyoji 2 jako Susa
- 2003: Gūzen nimo saiaku na shōnen jako Hidenori Kaneshiro
- 2003: T.R.Y.
- 2006: Tenshi no tamago jako Ayuta Ipponyari
- 2006: Niji no megami jako Tomoya Kishida
- 2006: Chekeraccho!! jako Tōru Isaka
- 2008: Kamisama no Puzzle jako Kiichi Watanuki / Motokazu Watanuki
- 2008: Negative Happy Chain Saw Edge jako Yosuke Yamamoto
- 2008: Boku tachi to chūzai san no 700 nichi sensō jako Mamachari
- 2009: Rookies: Sotsugyō jako Keiichi Aniya
- 2010: Saru Lock The Movie jako Yatarō Sarumaru
- 2010: Box! jako Kabu
- 2011: Dog × Police: Junpaku no kizuna jako Yusaku Hayakawa
- 2012: Yamikin Ushijima-kun
- 2015: Yakuza: Apokalipsa jako Akira Kageyama
- 2016: Hoshigaoka Wonderland
- 2017: Miecz nieśmiertelnego jako Shira
- 2018: Samurai Sensei jako Takechi Hanpeita